# Elecciones estatales de Tamaulipas de 2019
Las elecciones estatales de Tamaulipas de 2019 se realizaron el domingo 2 de junio de 2019 y en ellas se renovaron los 36 escaños del Congreso del Estado de Tamaulipas, compuesto por 22 diputados electos por mayoría relativa y 14 diputados electos mediante representación proporcional. La campaña se realizó del 15 de abril al 29 de mayo.

## Resultados
|  | 48.17 % |

|  | 27.56 % |

|  | 10.03 % |

|  | 3.45 % |

|  | 1.94 % |

|  | 1.79 % |

|  | 1.29 % |

|  | 0.34 % |

|  | 5.39 % |

|  | 100 % |